# Fallin' in Love (Hamilton, Joe Frank & Reynolds)
"Fallin' In Love" is een nummer van het Amerikaanse muziektrio Hamilton, Joe Frank & Reynolds. Het werd geschreven door bandlid Dan Hamilton en verscheen op het gelijknamige derde studioalbum van het trio (1975).

## Cover
Het nummer werd in 1995 gecoverd door La Bouche.